# Метаксас, Никодим
Никодим Метаксас (греч. Νικόδημος Μεταξάς, κατά κόσμο Νικόλαος) — ака Николай — монах, первый архиепископ Кефалонии, Закинтоса и Итаки, печатник. Родился около 1585 года в местечке Керамиес (Keramies, греч. Κεραμιές) муниципалитета Ливату (Livathou, греч. Άνω Λιβαθού) Кефалонии. Его родители были дворянами. Грамоте его научил дядя Никодим Метаксас — епископ Закинфа. Видя невежество окружающих, Никодим задуман создать печатный станок для полезных книг. При финансовой помощи своего брата купил в Лондоне небольшую типографию и начал печатать греческие рукописи. Он обратился к патриарху Кириллу I, который с энтузиазмом принял его предложения и обещал нужные деньги. Метаксас купил большую коллекцию литературы. В 1626 году на торговом корабле тайно переехал из Лондона в Стамбул, где в 1627 году создал первую греческую типографию.
Судьба типографии была плачевна. Никодима обвинили в печатании поддельных фирманов султана и денег, захватили типографию. Янычары ворвались к нему домой, связали слуг, захватили бумаги, книги, ценные изделия из серебра и деньги. Метаксас был схвачен и заключен в тюрьму, но затем был оправдан судом как миролюбивый гражданин и, благодаря посредничеству британского посольства, освобожден. Церковь предложила ему высокий пост, но вместо этого он попросил дать ему епархию на родине. Так Метаксас стал первым архиепископом (1628–1647) Кефалонии, Закинтоса и Итаки.
Умер 29 марта 1646 и был похоронен в Керамиес.